# Eucredo
Eucredo è il settimo album in studio inciso dal cantante christian metal Fratello Metallo. Il nome dell'album è una fusione delle parole "eucaristia" e "credo".

## Tracce
1. Domenica primo giorno
2. Salmo Moderno
3. Alleluia evangelico
4. Ti presentiamo Signore
5. Osanna
6. La nuova alleanza
7. Shalom: la Pace
8. Con Unione
9. Ovunque tu sarai
10. Credere vero
11. Credo
12. Ovviamente la vita
13. Candido brillare
14. Tre giorni
15. Ruah
16. La Chiesa
17. Battesimo
18. Risurrezione oggi
19. Amen